# Estúdio de Arte Mansudae
O Estúdio de Arte Mansudae (em Chosŏn'gŭl: 만수대창작사; hancha: 萬壽臺創作社; rr: Mansudae Changjaksa) é um estúdio de arte localizado no Distrito P'yŏngch'ŏn-guyŏk, em Pyongyang, Coreia do Norte. Foi fundado em 1959, e é um dos maiores centros de produção artística do mundo, com uma área de mais de 120.000 metros quadrados. O estúdio emprega cerca de 4.000 pessoas, das quais 1.000 são artistas escolhidos das melhores academias da Coreia do Norte. A maioria de seus artistas são graduados da Universidade de Pyongyang, a maioria dos melhores artistas do país está no Mansudae. Os artistas não recebem lucros de suas obras, no entanto, todos os rendimentos vão para o estado e para o próprio Estúdio.
O estúdio é composto por 13 grupos, contando com departamentos de produção em pintura a óleo, cerâmica, xilografia, escultura, desenhos a carvão, bordados, pinturas com jóias, entre outros. O Mansudae é responsável pela construção de diversos monumentos de celebração cultural, como por exemplo o Monumento à Fundação do Partido dos Trabalhadores da Coreia, a Estátua de Chollima e o Grande Monumento da Colina Mansu, mas não se limitando à Coreia do Norte, sendo também responsável, através do Projeto Ultramarino Mansudae, pela criação do Monumento da Renascença Africana em Dacar, no Senegal, além de outros monumentos para 18 nações africanas e asiáticas. É possível adquirir a arte norte-coreana pela internet — desde cartazes de propaganda, paisagens e buquês de flores até retratos de família. Os cartazes de propaganda são os mais vendidos (também são os mais baratos). No entanto, o estúdio vende bem todos os tipos de obra. As pinturas com joias são relativamente mais raras.
Todas as imagens da família Kim são produzidas pelo Estúdio de Arte Mansudae.  Antes de sua morte, a instituição costumava funcionar sob a coordenação de Kim Jong Il. Desde 2009, o estúdio tem espaço próprio também no 798 Art District, em Pequim, na China, conhecido como Museu de Arte Mansudae.

## História
O Estúdio de Arte Mansudae foi fundado em Pyongyang, no Distrito P'yŏngch'ŏn-guyŏk, a capital da República Popular Democrática da Coreia (RPDC) em 17 de novembro de 1959, seis anos após o fim da Guerra da Coréia. O estúdio era operado sob a "orientação especial" de Kim Jong-il. O Estúdio mantém o Realismo socialista. A arte da República Democrática Popular da Coreia é a marca registrada do realismo socialista contemporâneo.

## Organização e gerenciamento

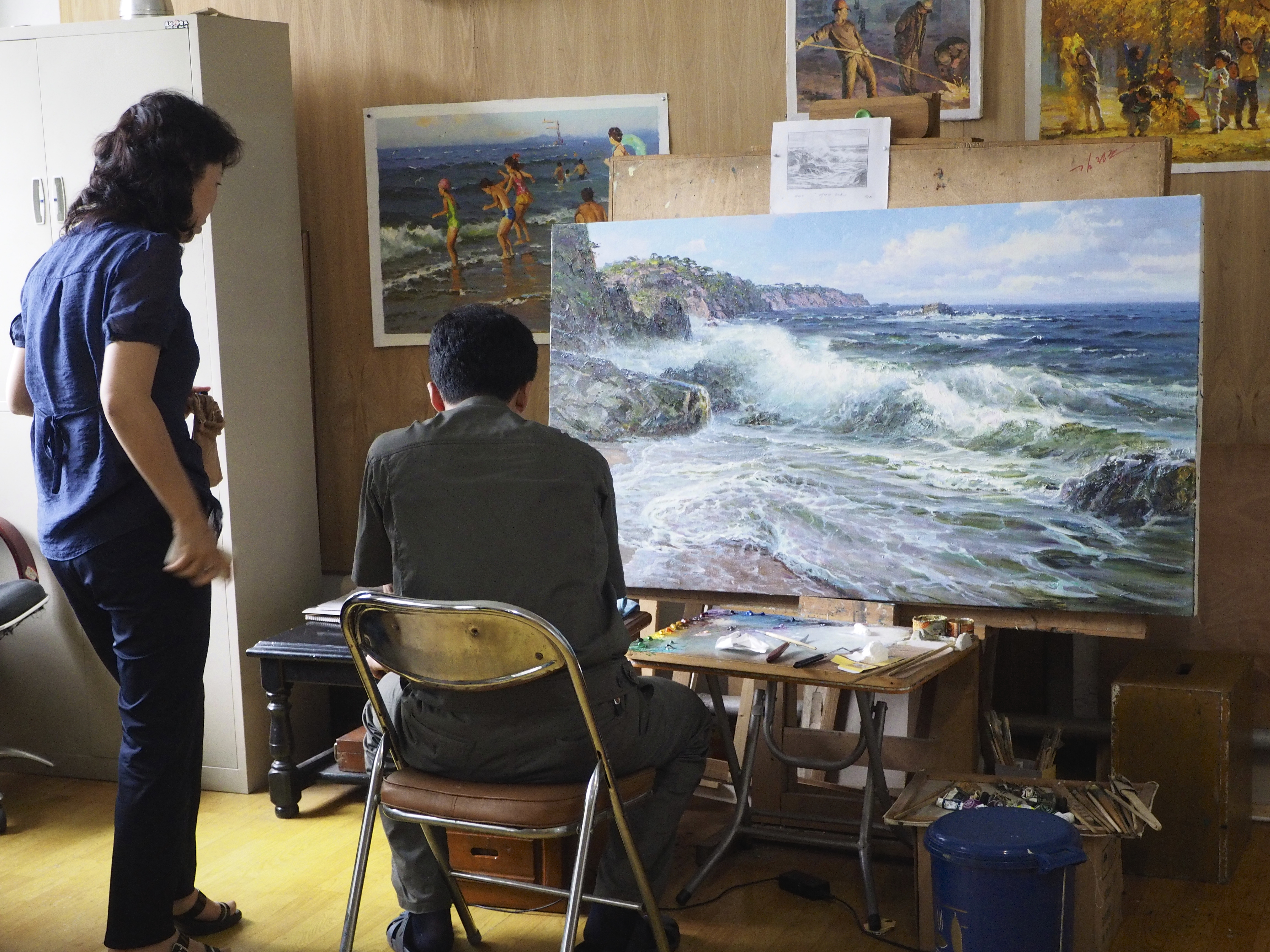
Um artista pintando no Estúdio de Arte Mansudae

O estúdio é composto por cerca de 4.000 trabalhadores, 1.000 dos quais são artistas com idades entre 20 e 60 anos e selecionados entre as melhores academias do país, especialmente da Universidade de Pyongyang. O estúdio ocupa mais de 120.000 metros quadrados, dos quais 80.000 são internos. Há todo tipo de estúdio lá, inclusive os dos escultores de estátuas monumentais, como as do Grande Monumento da Colina Mansu. O estúdio é similar a um campus universitário norte-americano: inclui um estádio de futebol, sauna, clínica médica, fábrica de papel, jardim de infância e até mesmo uma loja de presentes.
O estúdio é formado por treze departamentos que fabricam diferentes tipos de obras de arte (desde pinturas a óleo a estátuas de cerâmica e bronze), fábricas e mais de 50 departamentos de suprimentos que produzem e testam materiais artísticos, como tintas e papéis. De acordo com o site oficial do estúdio, o estúdio não é uma escola de arte ou uma fábrica em estilo chinês, mas sim um centro de produção de alta qualidade que emprega mais da metade dos artistas do país que receberam os dois maiores prêmios artísticos disponíveis na Coréia do Norte. O gerente italiano do site do estúdio, Pier Luigi Cecioni, também alegou que o Estúdio de Arte Mansudae recebe lucros diretamente das vendas do site, já que tem autonomia econômica.
Praticamente todos artistas do Mansudae têm um curso universitário ou formação em belas-artes. Quando um estudante se destaca na universidade, ele ou ela é convidado a se juntar ao Mansudae. E se um artista se destaca em outra área acadêmia, ele ou ela também pode ser convidado a entrar para o estúdio. É uma grande honra fazer parte do Mansudae, diz Pier Luigi Cecioni. O número de artistas do estúdio se mantém constante, não há um número de artistas que entram ou saem.

### Acesso para turistas
O estúdio é um destino aprovado pelo estado para turistas estrangeiros, a loja de presentes permitiu que os turistas comprassem arte norte-coreana por anos, a arte é um dos meios mais fáceis de ganhar moeda estrangeira na Coreia do Norte. Aparentemente, não há nenhuma restrição para fotografar lá. No Mansudae, que tem cerca de 12 hectares, há laboratórios, departamentos de suprimentos, uma galeria comercial, que pode ser visitada por alguns poucos turistas, lojas, uma cafeteria e muitos outros prédios. As outras partes em geral não são abertas ao público, são espaços de trabalho.

## Laços com a Itália
A afiliação do Estúdio de Arte Mansudae com a Itália começou em 2005 com Pier Luigi Cecioni, cuja posição como presidente de uma orquestra em Florença, Itália, permitiu que ele entrasse em contato com o estúdio. A orquestra de Cecioni foi convidada para se apresentar no Festival da Amizade da Primavera, em Pyongyang. Enquanto em Pyongyang, Cecioni perguntou se a Coréia do Norte tinha "qualquer centro de arte ou galeria para mostrar a ele", e foi levado para o Estúdio de Arte Mansudae, que na época era pouco conhecido fora da Coreia do Norte. Cecioni se ofereceu para ajudar o estúdio a "fazer algo no Ocidente", e em janeiro de 2006 ele retornou a Pyongyang com seu irmão, um artista, diretor da Academia de Belas Artes de Florença, em Florença, e um diretor de um centro de exposições perto de Florença. Os irmãos Cecioni selecionaram várias obras de Mansudae para levar à Europa. e assinou um acordo de exclusividade, que estabeleceu Pier Luigi Cecioni como um elo entre Mansudae e o Ocidente. Uma provisão deste acordo era que Cecioni organizaria exposições de obras de arte de Mansudae no Ocidente.
Na mesma época em que a primeira dessas exposições foi organizada, o Cecioni começou a construir o site oficial do Estúdio de Arte Mansudae. Cecioni facilita as vendas internacionais do estúdio de pequenas peças de arte, como pinturas, através deste site, que oferece uma breve história do estúdio, informações sobre exposições Mansudae fora da Coreia do Norte, um diretório de artistas Mansudae e listagens de pinturas para venda.
Alguns artistas do Mansudae foram enviados periodicamente ao exterior, inclusive para a Itália. Em 2012, Cecioni acompanhou alguns artistas de Mansudae à Galeria Uffizi e aos Museus Vaticanos, Ceciano disse que os artistas norte-coreanos apreciaram e reconheceram em seus estudos universitários.

## Museu de Arte Mansudae
Em 2009, a presença do Estúdio de Arte Mansudae foi divulgada no 798 Art Zone, em Pequim, na China. O estúdio tem seu próprio espaço na 798, chamado Museu de Arte Mansudae, embora, ao contrário da maioria dos museus, muitas das obras de sua coleção estão à venda e são comparáveis às pinturas disponíveis no site da Mansudae. O museu vende pinturas, estátuas e cartazes originais e copiados realista-socialistas, bem como selos e postais. Os temas dos selos e dos cartões postais vão desde a natureza até os carros da família Kim, mas enfatizam principalmente a relação entre a Coreia do Norte e a China (por exemplo, há selos de todos os políticos chineses que já visitaram a Coreia do Norte). O museu foi a primeira galeria de arte norte-coreana no exterior e é um destino turístico aprovado pela Coreia do Norte. A entrada do museu é marcada por uma versão menor da Estátua de Chollima de Pyongyang, em cima de um pedestal bege com mais de seis metros de altura.

## Exposições e produtos

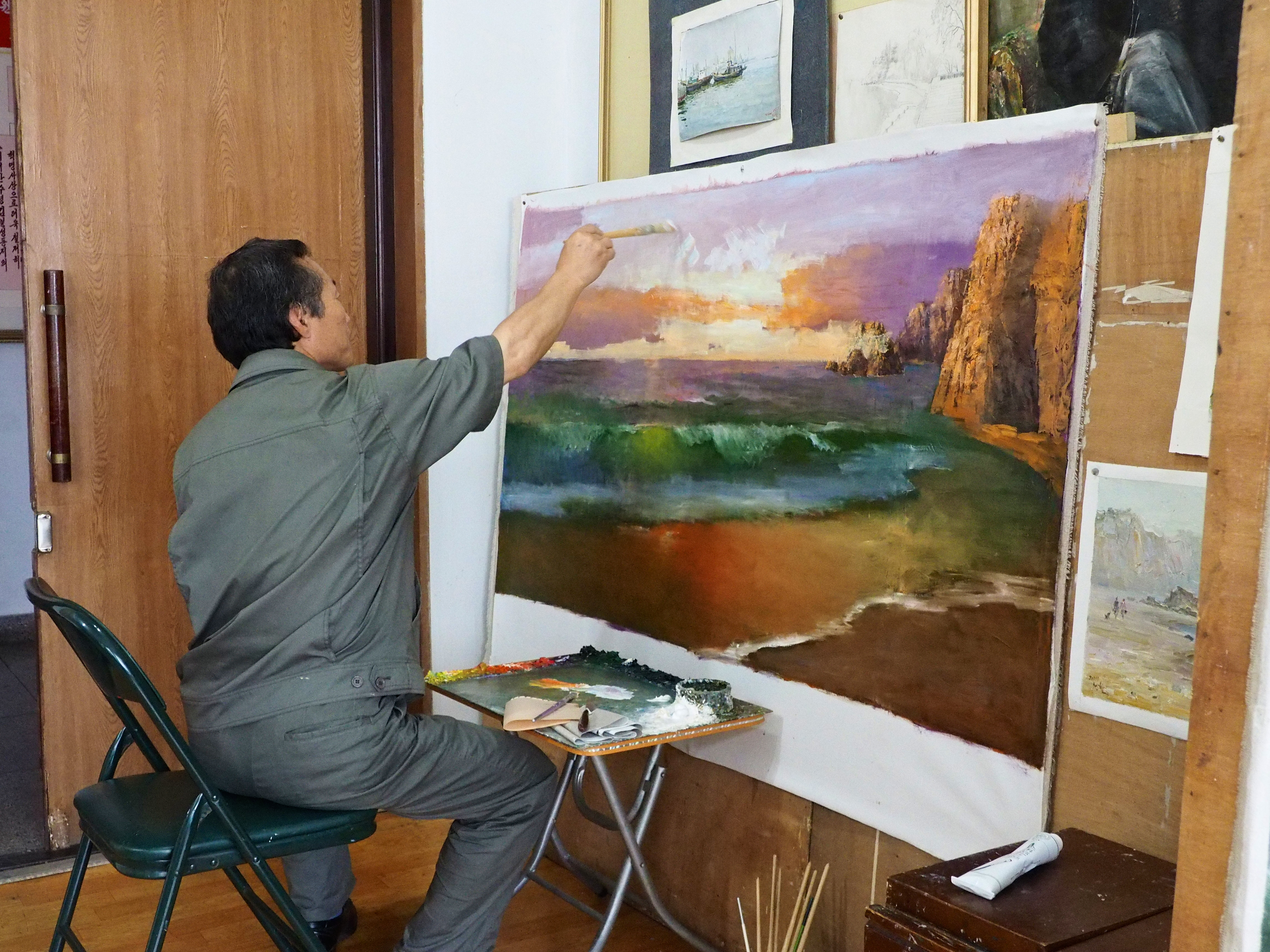
Artista pintando no Estúdio de Arte Mansudae

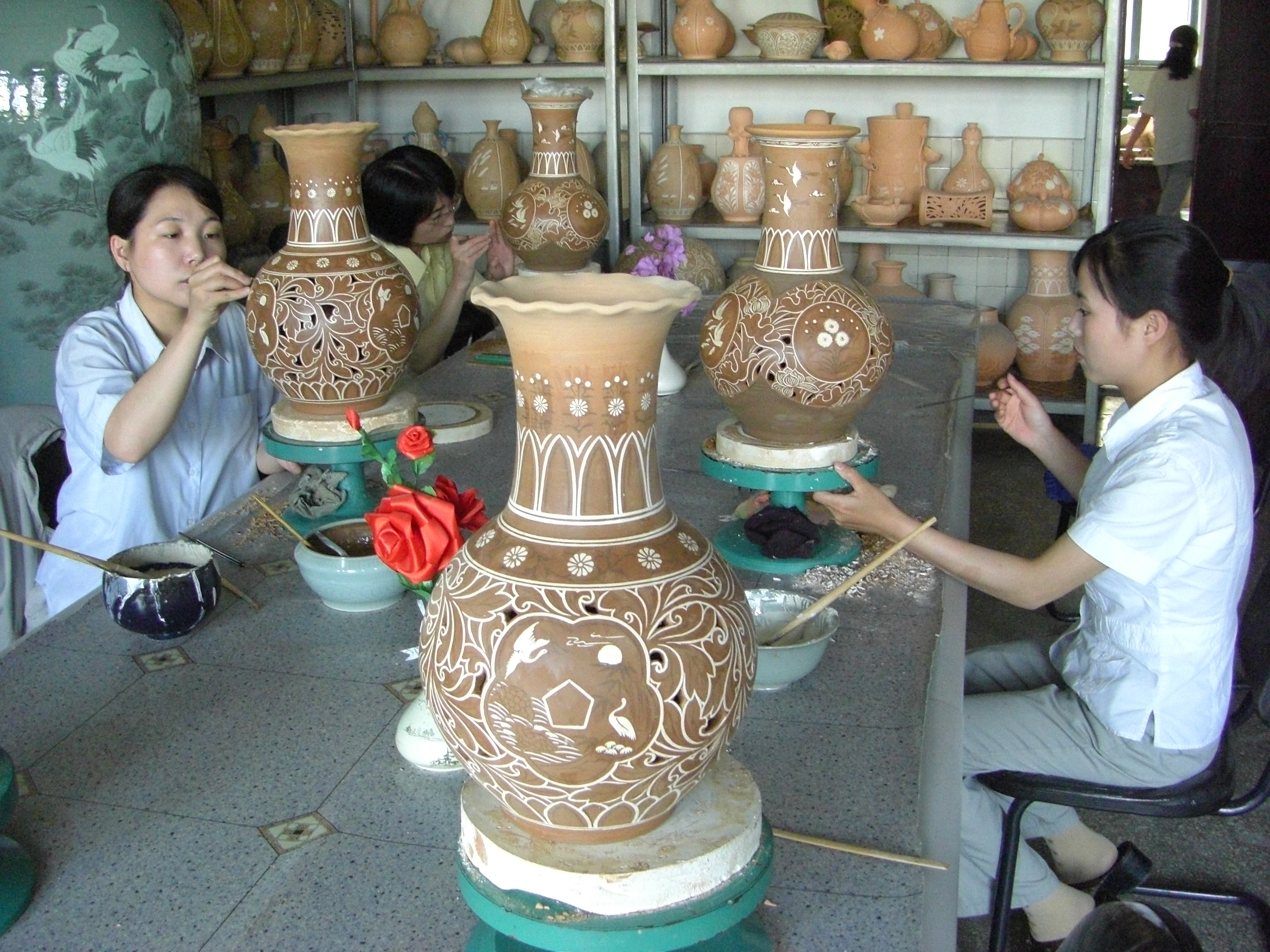
Artistas trabalhando em cerâmica no Estúdio

Os temas das obras do estúdio estão frequentemente relacionados ao trabalho, um assunto que não é comum no ocidente. Uma forma particular no realismo socialista são os cartazes. Os artistas Mansudae pintam eles à mão, não são impressos, e têm mensagens políticas e sociais. Muitos deles têm como alvo os Estados Unidos, visto como um agressor do passado e um agressor em potencial atualmente. Além do realismo socialista, pinturas de paisagens são muito populares. Assim como pinturas de flores e da natureza em geral. Há também muitos retratos, principalmente de trabalhadores, e do cotidiano norte-coreano em geral. Há muitos tipos de arte no estúdio – escultura, cerâmica, bordado, vários tipos de pintura, xilografia, caligrafia e algumas outras — não é possível generalizar.

### Exposições
Mansudae teve sua primeira exposição internacional em Londres em julho e agosto de 2007 na La Galleria em Pall Mall, com curadoria de David Heather. O então embaixador participou da abertura e durou seis semanas. Em 2009, apesar de muita preparação de cinco artistas convidados do Mansudae, uma exposição em Brisbane, na Austrália, apresentou obras de arte de Mansudae sem seus artistas. Embora apenas uma das quinze peças tenha sido realista-socialista, o governo australiano negou aos artistas exceções à proibição de visto para a Coréia do Norte porque eles vieram "da máquina de propaganda de Pyongyang e... não são bem-vindos". Em 10 de outubro de 2013, uma popular exposição do Mansudae abriu em uma exposição comercial em Dandong, na China. A exposição não teve arte de propaganda e vendeu 30 peças nos três primeiros dias. Em 2014, David Heather, que curou a exposição de Londres em 2007, decidiu recriar o sucesso da exposição. A exposição foi realizada na Embaixada da Coreia do Norte no Reino Unido. Os artistas do Mansudae envolvidos no evento ficaram em Londres por duas semanas antes para se preparar e ficaram disponíveis para pintar para as pessoas, enquanto na Inglaterra.

### Pinturas
Mansudae produz muitas pinturas, incluindo "todas as imagens públicas de Kim Jong-un, Kim Jong-il e Kim Il-sung" e "One Can Always Lose", uma série de 10 pinturas representando a vitória da Coreia do Norte por 1 a 0 sobre a Itália durante uma partida da Copa do Mundo de 1966. 
Várias pinturas têm um estilo uniforme de retratar a Coreia do Norte como uma utopia. O realismo socialista representa a Coreia do Norte sob uma luz positiva e, num sentido mais amplo, quer inspirar os espectadores a ter sentimentos positivos, patrióticos e a celebrar; especialmente as grandes esculturas e pinturas exibidas em espaços públicos: os líderes. No entanto, de acordo com Klaus Klemp, vice-diretor do Museu de Arte Aplicada de Frankfurt, os artistas de Mansudae podem "produzir imitações cafonas de vários gêneros estrangeiros" que provavelmente são vendidos internacionalmente. O site oficial do Mansudae tem uma galeria de pinturas que vão desde "cartazes de propaganda a paisagens lúcidas, buquês de flores e até retratos de família", bem como a ocasional pintura de joias raras. As pinturas de joias são exclusivas da Coreia do Norte e são feitas a partir de gemas trituradas em pós que são colocados em uma tela à mão e nunca perdem seu brilho forte.

## Estátuas na Coreia do Norte

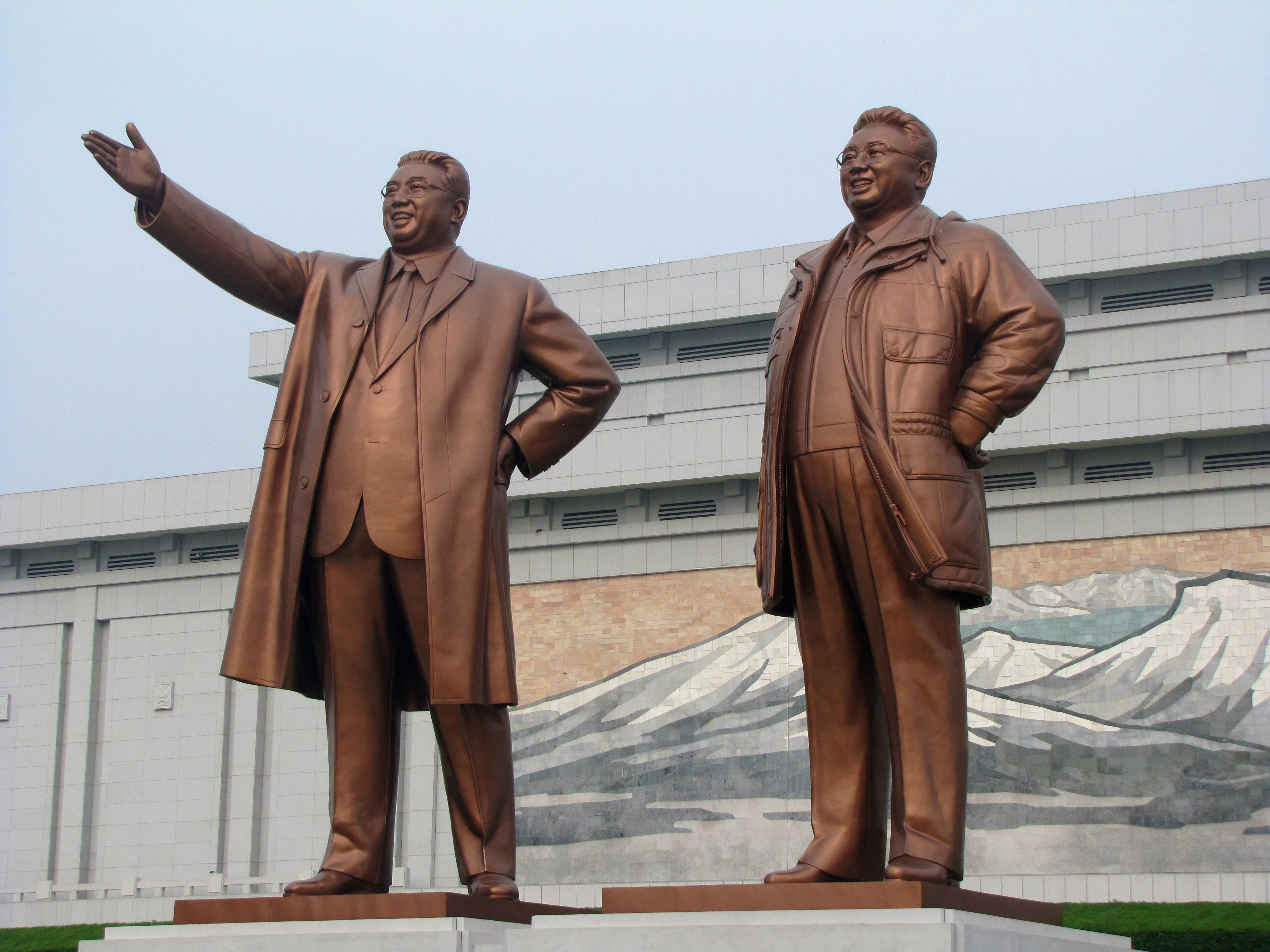
Estátuas de bronze de Kim Il-sung e Kim Jong-il no Grande Monumento da Colina Mansu

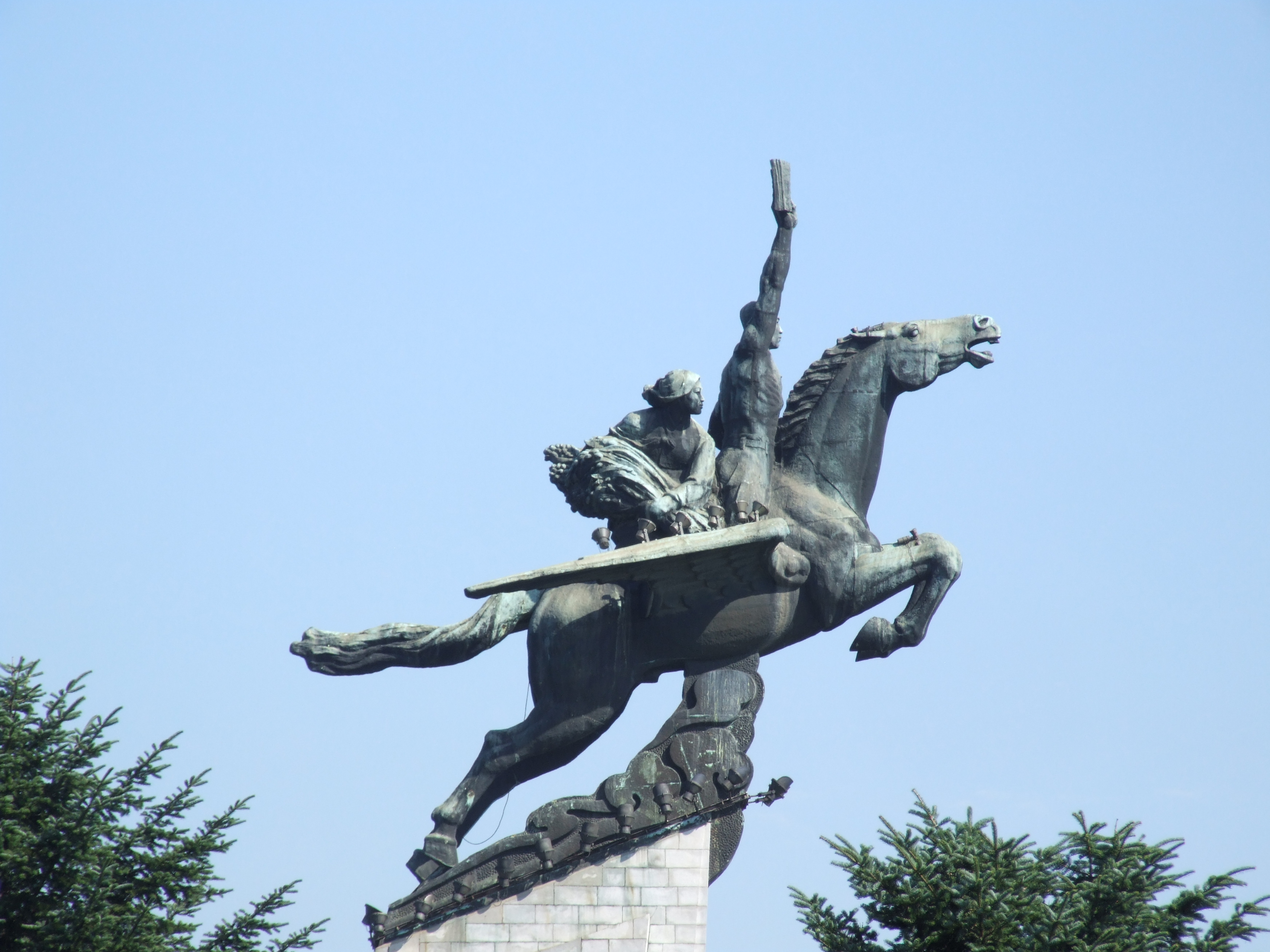
A Estátua de Chollima no sopé da Colina Mansu

O Estúdio de Arte Mansudae criou estátuas e esculturas que foram colocadas em todo o país, com três das obras mais importantes e famosas sendo a Estátua de Chollima, o Monumento à Fundação do Partido dos Trabalhadores da Coreia e claro, as estátuas de bronze de Kim Il-sung e Kim Jong-il no Grande Monumento da Colina Mansu. Estes monumentos são destinos turísticos comuns, e as estátuas do falecido Kims estão em quase todos os itinerários de viagem norte-coreanos.
Construído em 1961, a estátua de Chollima, que tem uma réplica no Museu de Arte Mansudae em Pequim, é uma representação de um cavalo alado lendário que poderia voar mil li (cerca de 250 milhas ou 400 quilômetros) por dia. O cavalo tem um trabalhador e uma camponesa montada nas costas, "simbolizando o espírito heroico do povo coreano" e se dirigindo ao futuro da Coréia do Norte.
Construído em 1995 para comemorar o 50º aniversário do Partido dos Trabalhadores da Coreia do Norte, o Monumento à Fundação do Partido dos Trabalhadores da Coreia tem 164 pés (50 metros) de altura e retrata três punhos gigantes segurando um martelo, uma foice e um pincel de caligrafia, símbolos do partido.
O Grande Monumento da Colina Mansu é talvez a imagem mais conhecida usada para representar a Coreia do Norte. O monumento inclui duas estátuas de bronze com 20 metros de altura, tornando-as as maiores estátuas do país. O monumento mudou com o tempo, começou com apenas uma estátua de Kim Il-sung e foi dedicada a ele em seu 60º aniversário em 1972. Em 2012, uma estátua de Kim Jong-il foi acrescentada ao lado, que meses depois seria remodelada para trocar o sobretudo da estátua por uma parca em homenagem a que Kim Jong-il sempre usava, a mesma era comumente vista, e foi rotulada de "testemunha da história" após a sua morte.

## Grupo de Projetos Ultramarinos Mansudae
O Estúdio de Arte Mansudae possui uma divisão internacional, o Projetos Ultramarinos Mansudae, que foi criado em 1970. Esta divisão é um próspero negócio multimilionário que criou monumentos, museus, estádios e palácios para vários países, incluindo Argélia, Botsuana, Camboja, Chade, República Democrática do Congo, Egito, Etiópia, Madagascar, Senegal, Síria, Togo e Zimbábue. De acordo com Pier Luigi Cecioni, o sucesso desta pequena indústria caseira é devido à "competência e experiência de Mansudae para realizar projetos tão grandes, e a disponibilidade para enviar grandes equipes de artistas e trabalhadores para países estrangeiros por um longo tempo". O trabalho preliminar é realizado no Estúdio de Arte Mansudae  e os projetos são testados para determinar a resistência a desastres naturais. Alguns acreditam que o grupo "não tem concorrência no mundo", como disse um escultor do Mansudae a uma publicação alemã.

### Fonte do Conto de Fadas

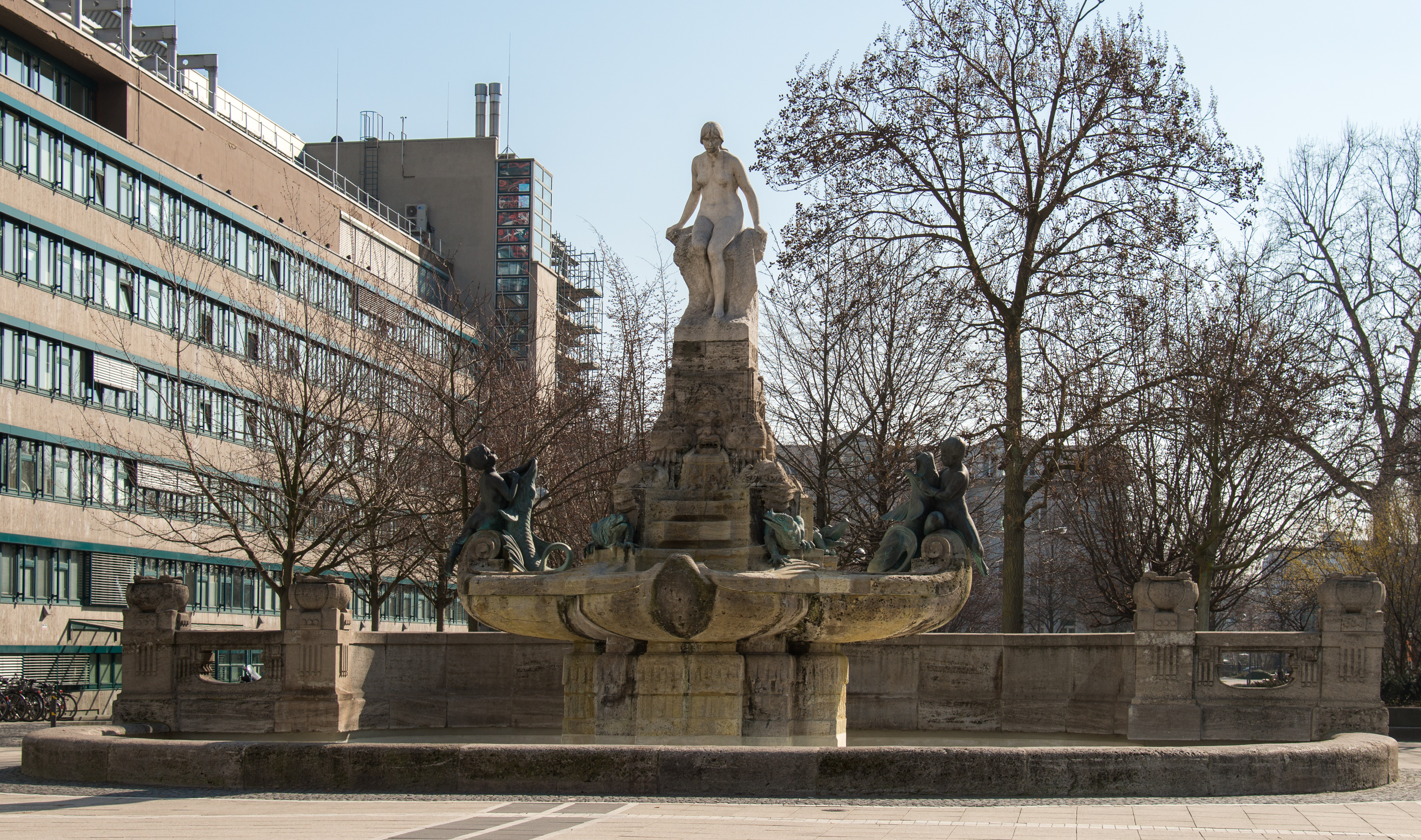
Fonte do Conto de Fadas de Frankfurt

Em 2004, Klaus Klemp, vice-diretor do Museu de Arte Aplicada de Frankfurt, descobriu e ficou impressionado com a habilidade do Estúdio Mansudae. Klemp convenceu os funcionários de Frankfurt a contratarem o Grupo de Projeto Ultramarino Mansudae para reconstruir a Fonte do Conto de Fadas (Fairy Tale Fountain) de Frankfurt, uma "relíquia de art nouveau de 1910 que havia sido derretida por seu metal durante a Segunda Guerra Mundial", para a qual as plantas originais haviam desaparecido. O Grupo de Projetos foi escolhido por seu estilo do início de 1900, a capacidade de recriar a fonte com base em fotografias antigas e preços atraentes. O Grupo de Projetos foi escolhido por seu estilo do início de 1900, a capacidade de recriar a fonte com base em fotografias antigas e seus preços atraentes. A fonte é a única comissão que o grupo ganhou de um país ocidental.

### Monumento da Renascença Africana
Talvez o monumento mais notável do grupo seja também um dos mais controversos: o Monumento da Renascença Africana do Senegal. Inaugurado em 2010, está a 50 metros de altura, que é mais alto que a Estátua da Liberdade e o Cristo Redentor, e retrata uma família africana semi-nua de três pessoas em uma posição socialista-realista. Um ex-presidente do Senegal, Abdoulaye Wade, contratou o grupo porque era a única organização que ele podia pagar. O trabalho levou de cerca de 150 artistas Mansudae para completar. Os sindicatos senegaleses protestaram contra o trabalho estrangeiro devido à taxa de desemprego de 50% na época, a maioria muçulmana da população ficou ofendida com o seio exposto da figura materna, e Wade precisou ter as cabeças refeitas quando pareciam coreanas em vez de africanas.

## Significado
O Estúdio de Arte Mansudae pode ser a maior fábrica de arte do mundo. O estúdio é extremamente importante na Coréia do Norte, pois emprega os melhores artistas. As posições na Mansudae são prestigiosas e desejáveis, especialmente como parte do Grupo de Projetos Ultramarinos Mansudae. Os trabalhadores do Mansudae enviados para o exterior vivem sob estrita segurança, mas são alimentados regularmente e ganham salários melhores do que a maioria dos norte-coreanos. Desde a sua fundação em 1959, Mansudae reproduziu, refletiu e moldou a estética do país. A Coréia do Norte "gasta grande parte de seu orçamento na deificação da família Kim", o que provavelmente inclui e financia o Mansudae, já que o estúdio produz propaganda que vai de monumentos à festas até os buttons dos Kims usados por todos os norte-coreanos. A propaganda de Mansudae é essencial para o governo norte-coreano. De acordo com Pier Luigi Cecioni, o estúdio é tão importante para o país e seu governo que "tem o próprio status de ministério e não está sujeito ao Ministério da Cultura".